# Piazza del Gesù
Piazza del Gesù, tidigare Piazza degli Altieri, är ett torg i Rione Pigna i centrala Rom, uppkallat efter Jesuitordens moderkyrka Il Gesù. Torget är även känt för Palazzo Cenci-Bolognetti, vilket hyste Democrazia Cristianas högkvarter från 1942 till 1994.

## Historia
På platsen för dagens piazza (torg) låg under antiken Porticus Divorum, en med portik försedd öppen plats, uppförd av kejsar Domitianus. Här låg två tempel, invigda åt hans bror Titus respektive far Vespasianus, vilka båda hade blivit gudomliggjorda.

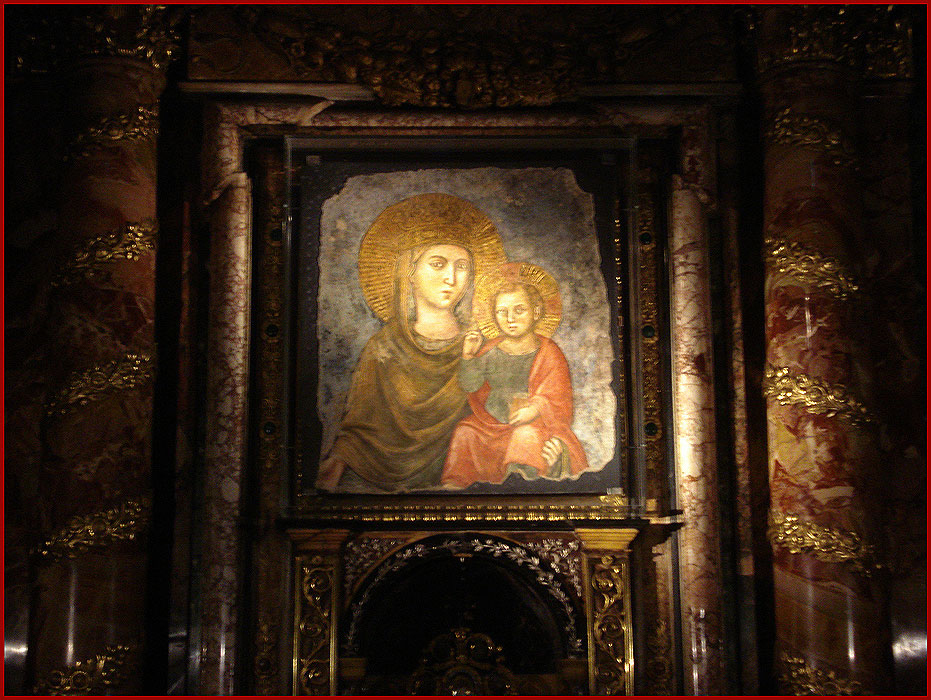
Ikonen Santa Maria della Strada i Il Gesù.

Innan kyrkan Il Gesù uppfördes 1568–1584, stod här den lilla kyrkan Santa Maria della Strada och torget bar namnet Piazza degli Altieri. Kyrkan hade fått sitt namn efter den undergörande ikonen Santa Maria della Strada, ”Vår Fru av Vägen”.

### Il Gesù
Ignatius av Loyola, som grundade Jesuitorden, ansåg att den lilla Maria-kyrkan var för liten för ordens behov och lade 1550 fram förslaget att uppföra en ny, större helgedom. Det dröjde dock till 1568, innan han erhöll finansiering av kyrkobygget, av kardinal Alessandro Farnese. Vignola ritade kyrkans grundplan, medan fasaden är ett verk av Giacomo della Porta. Till höger om Il Gesù ligger Casa Professa, jesuiternas högkvarter fram till 1920-talet, uppfört 1599–1623 efter ritningar av Girolamo Rainaldi. En korridor i denna byggnad är dekorerad med fresker och skenperspektiv av padre Andrea Pozzo (cirka 1690).

### Palazzo Altieri
Piazzans nordsida domineras av Palazzo Altieri, som byggdes om av Giovanni Antonio de Rossi från 1670 till 1676 och gavs ett artikulerat mittparti och en pampig huvudportal.

### Palazzo Cenci-Bolognetti
Palazzo Cenci-Bolognetti, som är beläget vid piazzans södra sida, har en fasad från omkring 1745, ritad av arkitekten Ferdinando Fuga. Han fann inspiration i Berninis Palazzo Chigi-Odescalchi. Mellan 1942 och 1994 var palatset högkvarter för Democrazia Cristiana.

## Omgivningar
- Piazza Venezia
- Campidoglio
- Largo di Torre Argentina
- Crypta Balbi
- Idrocronometro
- Pantheon
- Via delle Botteghe Oscure

## Bilder

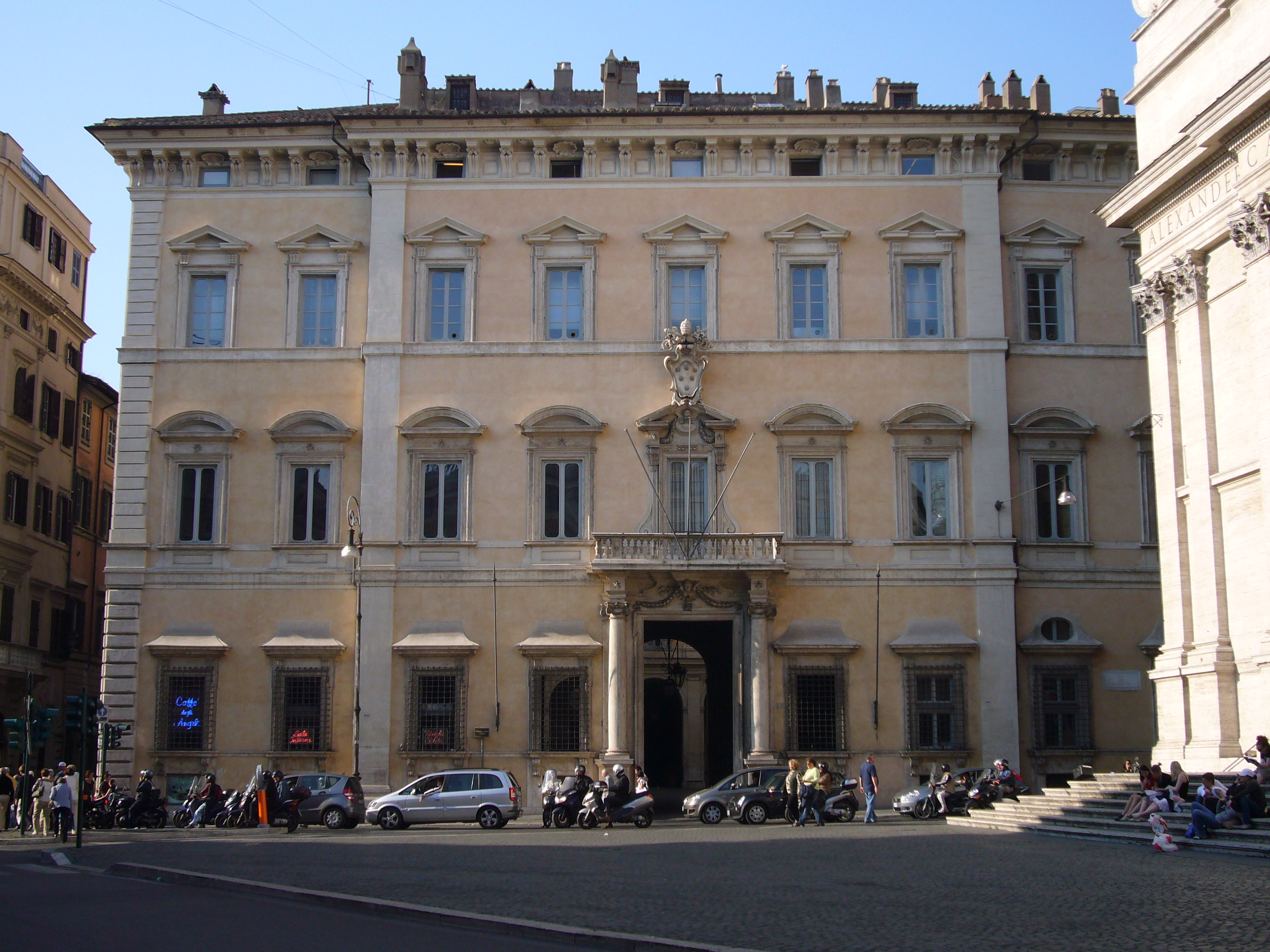
Palazzo Altieri.
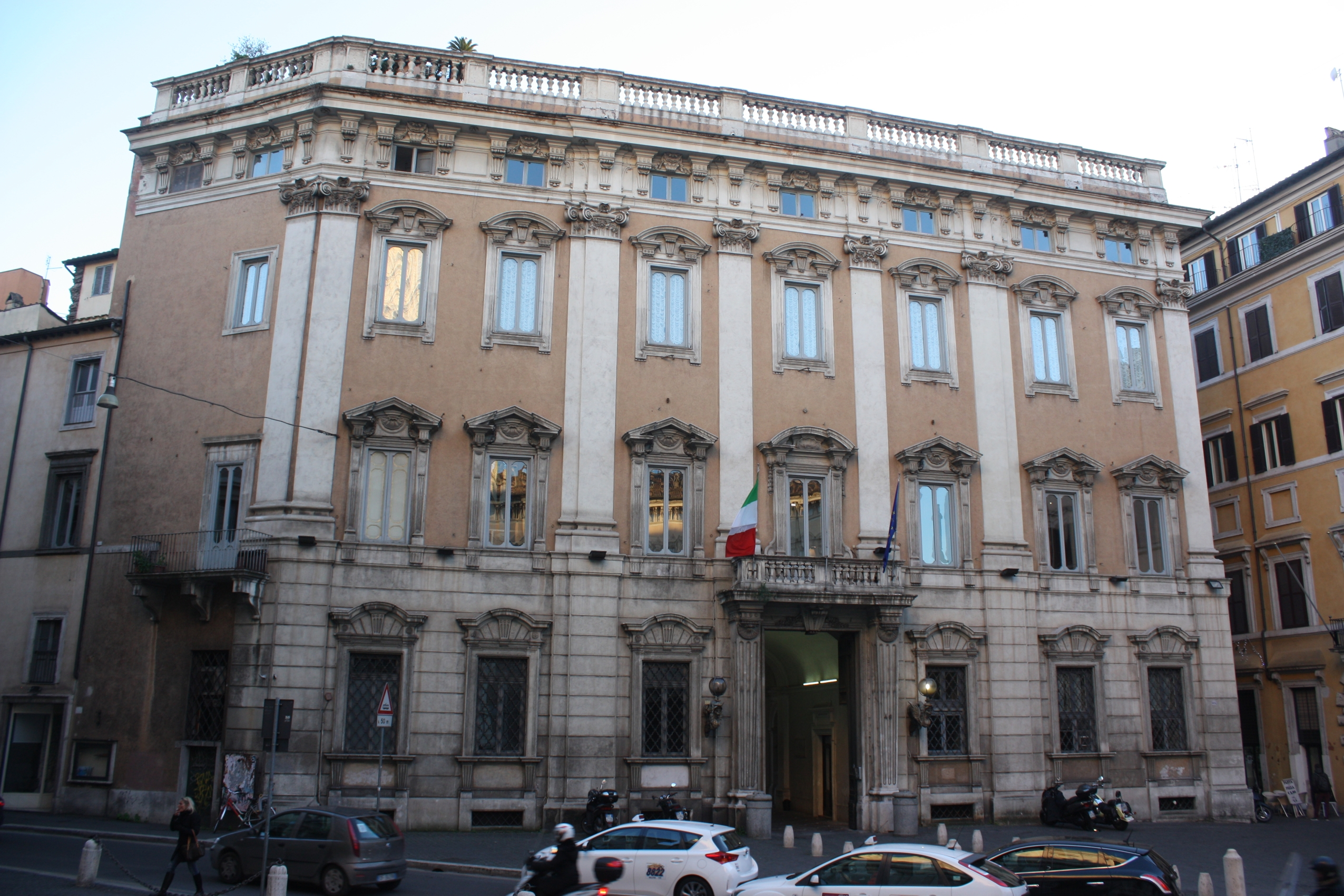
Palazzo Cenci-Bolognetti.
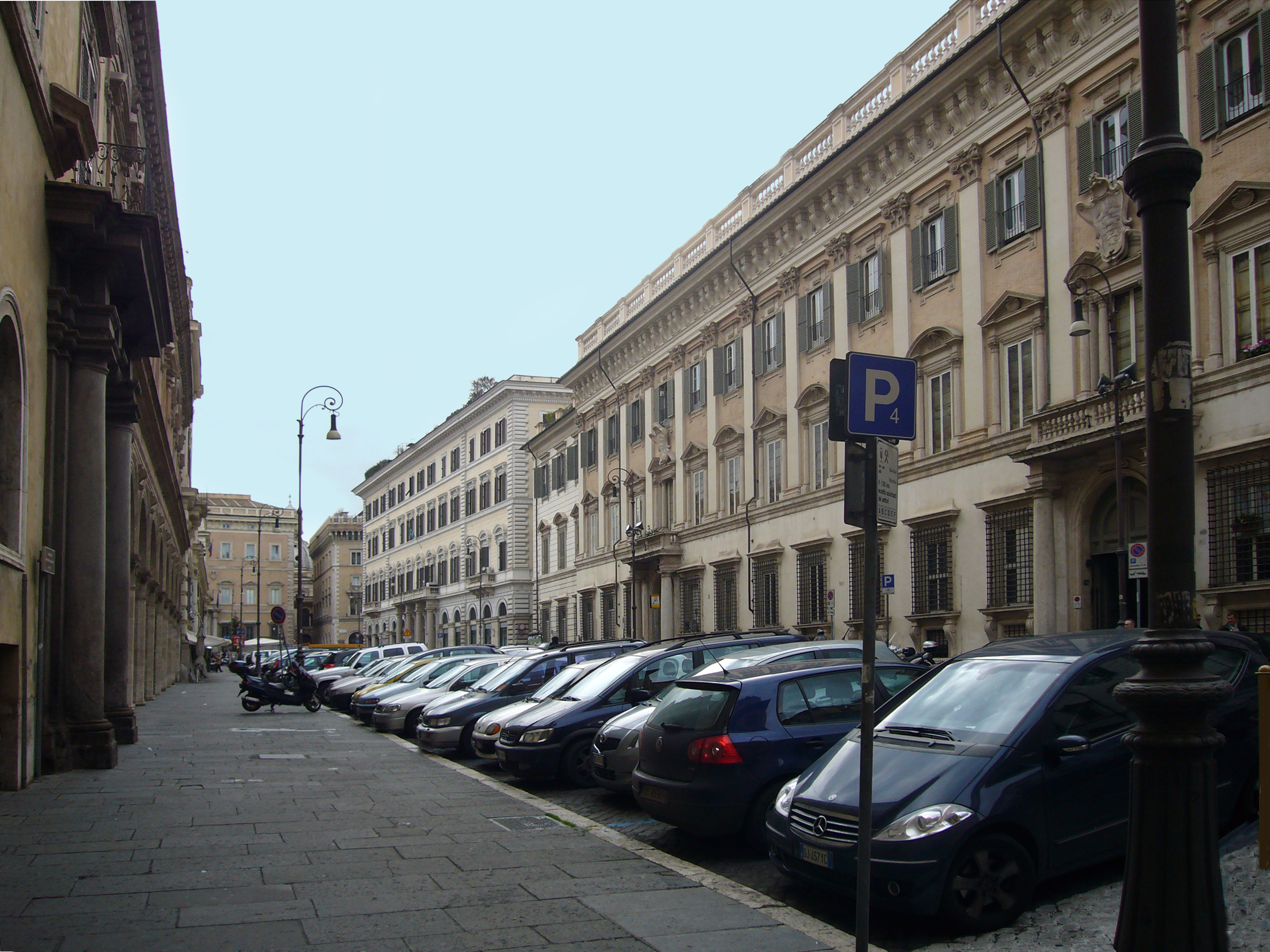
Palazzo Chigi-Odescalchi vid Piazza Santi Apostoli i Rione Trevi.
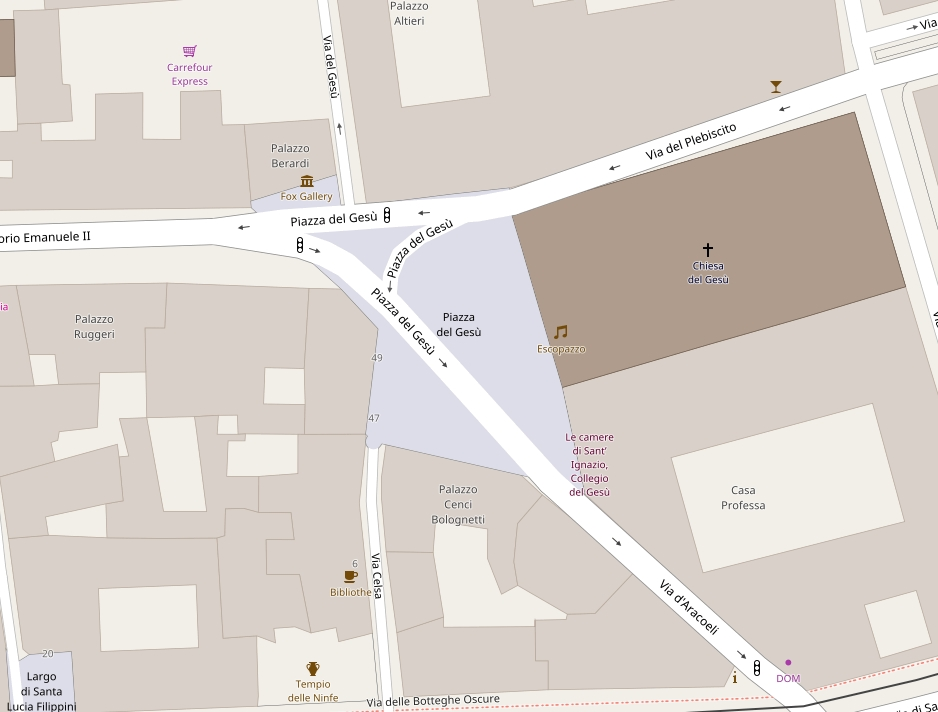
Piazza del Gesù på en karta från år 2017.